# Austin FX4

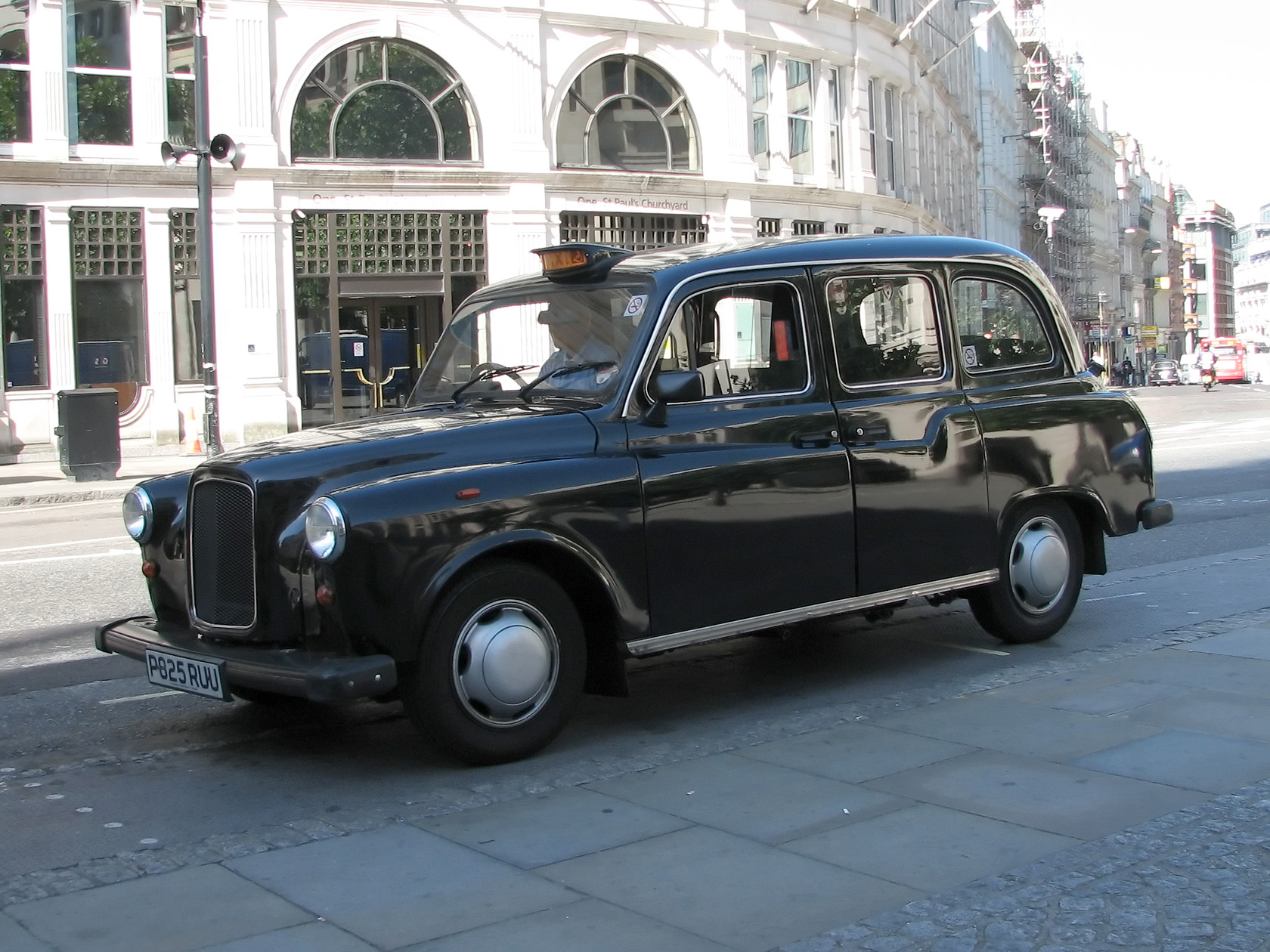
Austin FX4

Austin FX4 är en taxicab som producerades från 1958 till 1997. Den såldes av Austin från 1958 till 1982, då Carbodies, som hade producerat FX4 för Austin, tog över varumärket. De fortsatte sedan produktionen fram till 1984 när London Taxis International tog över rättigheterna till FX4 - och de producerade den fram till 1997. Totalt byggdes mer än 75 000 FX4. 